# René Bureau (ethno-sociologue)
Pour les articles homonymes, voir René Bureau.
Pour les autres membres de la famille, voir Famille Bureau.
René Bureau, né le 19 mai 1929 à Ploërmel et mort le 15 mai 2004 à Bazainville, est un ethno-sociologue africaniste français. Après avoir passé plusieurs années au Cameroun, comme jésuite, où il s'intéresse à la culture et au peuple Douala, il rentre en France et enseigne dans plusieurs institutions universitaires.

## Biographie
D'une famille de la bourgeoisie nantaise, il est élève à l'Externat des Enfants nantais, puis à l'École de la Marine marchande à Nantes. À l'âge de dix-neuf ans, il entre dans la Compagnie de Jésus. Il suit des études scientifiques et philosophiques et est envoyé en tant que professeur de mathématiques au collège Libermann à Douala. Il s'intéresse à la culture Douala, sujet de son doctorat de troisième cycle (Ethno-sociologie religieuse des Duala et apparentés, Yaoundé, Institut des recherches scientifiques du Cameroun (IRCAM), 1962).
Après avoir quitté les jésuites, il rejoint l'École pratique des hautes études pour y diriger le Centre d'analyses documentaires pour l'Afrique noire (Cardan). Il effectue plusieurs missions en Afrique noire pour ses travaux, entre autres par l'intermédiaire du CNRS.
Nommé à la direction de l'Office national de la formation professionnelle en Côte d'Ivoire, il devient maître de conférences en ethno-sociologie à l'Université d'Abidjan, puis il enseigne à la Faculté des sciences humaines de l'Université Paris X - Nanterre et à l'Institut catholique de Paris.

## Sources
- Philippe Laburthe-Tolra, « René Bureau (1929-2004) », in Journal des Africanistes, 75-1, 2005, pages 306-308  (ISBN 2908948176)[3].